# آگوستین روبرتو
آگوستین روبرتو (انگلیسی: Agustín Ruberto؛ زادهٔ ۱۴ ژانویهٔ ۲۰۰۶) بازیکن فوتبال اهل آرژانتین است.
وی همچنین در تیم‌های ملی فوتبال زیر ۱۶ و ۱۷ سال آرژانتین بازی کرده است.